# 都市再生機構
獨立行政法人都市再生機構（日语：／ Toshi Saisei kikō */?），簡稱UR，是日本國土交通省管轄之獨立行政法人，主要任務為大都市與地方中心都市的市區整備改善與出租住宅供給協助、UR出租住宅（原公團住宅）管理。前身為日本住宅公團。愛稱為「UR都市機構」（ユーアールとしきこう），簡稱「UR」。
都市再生機構是在2004年7月1日由都市基盤整備公團（通稱：都市公團）與地域振興整備公團地方都市開發整備部門整合成立。其營運形態、業務範圍由《獨立行政法人都市再生機構法》規定。主要收益來自UR出租住宅的租金收入與市區整備的土地買賣。總部在神奈川縣橫濱市。

## 年表

### 舊都市基盤整備公團
- 1955年（昭和30年）7月 - 設立日本住宅公團（日语：日本住宅公団）。
- 1975年（昭和50年）9月 - 設立宅地開發公團（日语：宅地開発公団）。
- 1981年（昭和56年）10月 - 日本住宅公團與宅地開發公團整合成立住宅、都市整備公團（日语：住宅・都市整備公団）。
- 1999年（平成11年）10月1日 - 改組為都市基盤整備公團。
- 2003年（平成15年）3月17日 - 主要事務所從東京都千代田區九段北一丁目14番6號移至橫濱市中區本町六丁目50番地1的橫濱Island Tower。
- 2004年（平成16年）7月 - 與地域振興整備公團的地方都市開發整備部門整合成立都市再生機構。同時廢止鐵道事業，轉讓千葉新城鐵道給京成電鐵。

### 舊地域振興整備公團
- 1962年（昭和37年）7月 - 設立產炭地域振興事業團。
- 1972年（昭和47年）10月 - 改組成立工業再配置、產炭地域振興公團。
- 1974年（昭和49年）8月 - 改組成立地域振興整備公團。
- 2004年（平成16年）7月 - 地方都市開發整備部門與都市基盤整備公團整合成立都市再生機構。產業系開發部門與中小企業綜合事業團及產業基盤整備基金整合成立中小企業基盤整備機構。

## 理事長
- 伴襄（日语：伴襄）（2004年-2005年）
- 小野邦久（日语：小野邦久）（2005年-2008年）
- 小川忠男（2008年-2012年[2]）
- 上西郁夫（2012年-2016年[3]）
- 中島正弘（日语：中島正弘）（2016年-）

## 組織
首都圈（東京、橫濱、埼玉、千葉、筑波）、札幌、盛岡、仙台、名古屋、大阪、福岡、那霸等地皆有支社或事務所等。

## 開發事業（都市再生事業、新市鎮事業、震災復興支援事業）

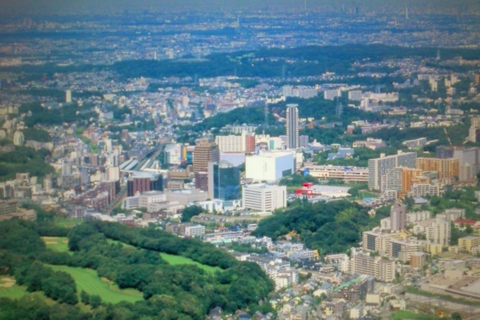
多摩新市鎮

除了千里新城、多摩新市鎮、港北新城、千葉新城、高藏寺新城、美園Wing City、越谷湖城、筑波研究學園都市、關西文化學術研究都市、北九州學術研究都市等日本國內最大規模的新市鎮以及研究都市開發，另還規劃橫濱港未來21、惠比壽花園廣場、大川端River City 21、東雲Canal Court、晴海島海神廣場、新宿Island Tower、芝浦島、橫濱Island Tower、大阪站北地區、九州大學六本松地區等大都市圈大規模都市再生事業。另也進行那霸新都心、長岡新城、今治新都市開發等地方都市開發事業，並在阪神大地震與東日本大震災後協助土地重劃（土地區劃整理事業）與公營住宅建設。

## UR出租住宅

### 概要
從日本住宅公團於昭和31年（1956年）建設的千里山團地開始，先在大都市近郊開發大規模團地，之後進入都心部興建超高層塔式住宅，現在從北海道至九州的UR出租住宅約有75萬戶。居住者約200萬人。而針對昭和30至40年代（1955年至1974年）建設的老舊團地，都市再生機構也規劃了建築改建與集約化等團地再生事業。

### 居住條件
新物件由抽選決定，舊物件原則上則由登記順序決定。不需保證人。雖有規定年收入或儲蓄額，但只要能先預付1年租金以上就可入住。預付租金從1年至10年都有不同的優惠價。

### 設計、格局
1980年代末期以來，包含單元類型多樣化、單元面積擴大、引入細膩設計等，不斷改善設計與格局。

### 設備、服務
多數團地內有管理事務所提供服務。

### 居住者
由於外國人較易入住，某些團地已形成外國人社區。例如川口芝園團地（埼玉縣川口市芝園町）旁的小學校，2003年入學兒童有四成是中國籍。
團地開發已久，居民的高齡化也是重要課題。

### 品牌
日本住宅公團時代建設的老舊團地在改建後會更名為『Confort』（コンフォール）。如草加松原團地改為Comfort松原。

## 超高層住宅
在都市地區提供超高層出租物件。
- Acro City Towers（アクロシティタワーズ，東京都荒川區，32層，高105公尺）
- River Harp Tower南千住2號棟（リバーハープタワー，東京都荒川區，38層，高129.8公尺）
- 板橋View Tower（板橋ビュータワー，東京都板橋區，32層，高103公尺）
- View Tower本駒込（日语：ビュータワー本駒込）B棟（東京都文京區，22層，高67.67公尺）
- River Pia吾妻橋Life Tower（日语：リバーピア吾妻橋ライフタワー）（東京都墨田區，30層，高98.75公尺）
- Harmoness Tower松原（日语：コンフォール松原）（埼玉縣草加市）
- View Tower桶川（埼玉縣桶川市）
- 中目黑Atlas Tower（日语：中目黒アトラスタワー）（一部分）
- 天王洲View Tower（日语：天王洲ビュータワー）（移交民間管理）

## 其他
都市再生機構也在三大都市圈進行稱做「都市再生街區基本調査」的地籍調査，以收集劃定地番的必要資訊。三大都市圈以外的區域由國土地理院進行。

## 廣告代言

### 現在
- 吉岡里帆（UR出租住宅）

### 過去
- 小倉優子
- 三宅裕司（日语：三宅裕司）
- 彩香·威爾森（日语：アヤカ・ウィルソン）
- 富岡佳子（日语：富岡佳子）
- 荒川知佳（日语：荒川ちか）
- 麿赤兒

## 節目贊助
- 《日本！我來了》（東京電視台）
- 《〜突撃!はじめましてバラエティ〜イチゲンさん》（東京電視台）
- 《金曜ROAD SHOW！（日语：金曜ロードSHOW!）》（日本電視台）
- 《真的假的！？TV》（富士電視台)

## 外部連結
- 獨立行政法人都市再生機構
- 全國公團住宅自治會協議會 （页面存档备份，存于）